# Alibi.com
Pour les articles homonymes, voir Alibi (homonymie).
Série
Alibi.com 2
(2023)
Pour plus de détails, voir Fiche technique et Distribution.
Alibi.com est une comédie française réalisée par Philippe Lacheau, sortie en 2017.
Le film suit Grégory « Greg » Van Huffel qui est le patron d'une entreprise particulière, Alibi.com. Avec ses associés Augustin et Mehdi, il crée de toutes pièces des alibis parfaits pour ses clients, afin de cacher une infidélité, d'éviter une réunion, de préserver une vie privée. Alors que l'entreprise a le vent en poupe, il tombe amoureux de Florence, qui place l'honnêteté au cœur d'une relation amoureuse. Greg accumule les mensonges pour lui cacher son véritable emploi en s'improvisant steward. Un jour, un certain Gérard Martin se présente chez Alibi.com. Il vient y louer leurs services, souhaitant cacher sa relation extra-conjugale avec une jeune et plantureuse chanteuse. Se rendant compte qu'il s'agit du père de Florence, Greg va devoir se livrer à une surenchère de mensonges pour cacher la vérité aux uns et aux autres, en s'enfonçant toujours un peu plus dans des situations inextricables et loufoques.

## Synopsis
Paul-Édouard (Norman Thavaud) est dans une mauvaise situation. Il se réveille dans le lit d'une mère de famille avec qui il a passé la nuit, alors qu'il est attendu par sa petite amie qui veut le présenter à ses parents. Il fait appel à l'entreprise Alibi.com pour l'aider à gérer cette situation. Dirigée par Grégory Van Huffel (Philippe Lacheau) avec ses associés Augustin (Julien Arruti) et Mehdi (Tarek Boudali) qui vient d'arriver, l'entreprise crée de toutes pièces des alibis parfaits pour ses clients, dont fait partie Paul-Édouard, afin de cacher une infidélité, d'éviter une réunion, de préserver une vie privée. L'entreprise a le vent en poupe.
Un jour, Greg découvre un petit chien attaché à un arbre dans un bois, il pense qu'il a été abandonné et le libère. Mais l'animal est percuté par une voiture qui passe. Florence « Flo » (Élodie Fontan) une joggeuse propriétaire du chien, partie se cacher dans la forêt faire ses besoins, revient et demande où est son chien. Greg accompagne Flo aux urgences vétérinaires. Le chien est tiré d'affaire et Greg et Flo décident de se revoir.
Le lendemain, Greg et Flo s'affrontent au bowling pour mieux faire connaissance. Greg découvre que Flo place l'honnêteté au cœur d'une relation amoureuse. Pour cacher sa véritable profession, Greg lui déclare qu'il est steward. Greg propose un pari avec Flo sur le vainqueur de la partie de bowling. Greg gagne la partie, avec l'aide involontaire du chien de Flo. Tous deux passionnés par les années 1980 tombent amoureux. Ils ne tardent pas à emménager ensemble. Un jour, Greg prépare un plan sexe pour le retour de Flo mais ce n'est pas Flo qui entre dans l'appartement mais  Marlène (Nathalie Baye), sa mère. Greg et Marlène font connaissance en attendant Flo, qui a du retard.
Un jour, un certain Jean-Claude (Didier Bourdon) se présente chez Alibi.com. Il vient y louer leurs services, souhaitant cacher sa relation extra-conjugale avec Cynthia Bellini (Nawell Madani), jeune et plantureuse chanteuse. Greg fait part à ses associés de sa crainte de rencontrer son beau-père pour l'inévitable déjeuner en famille, mais tous deux le rassurent que ça ne peut être pire après la rencontre avec la belle-mère. Mais Greg est loin de se douter que son beau-père est un de ses nouveaux clients, Gérard Martin « Jean-Claude » et qu'il le découvre le jour du déjeuner et il apprend que Gérard va faire son alibi le jour de son anniversaire de mariage avec Marlène. Pour protéger Flo, Greg et Gérard décident de cacher leurs mensonges et de continuer comme si rien n'était.
Gérard et Greg annoncent à Marlène et Flo qu'ils partent tous deux en déplacement professionnel, des alibis pour cacher le week-end de Gérard avec Cynthia dans un hôtel de luxe à Cannes que Greg va couvrir, tandis que Marlène et Flo décident de profiter de ce week-end pour se faire une virée entre mère et fille. Le week-end arrivé, alors qu'il profite de son week-end avec Cynthia, Gérard va lui acheter une bouteille de champagne et ramener un bouquet de fleurs. Mais en revenant à l'hôtel, il y découvre la présence de sa femme et sa fille dans l'hôtel et se réfugie dans une chambre ouverte de peur de les croiser. Mais la chambre en question est celle de Marlène et Flo et feint de leur faire une surprise quand il est découvert. Flo annonce la surprise à Greg qui lui fait croire qu'il est en Tanzanie et celle-ci lui demande une photo de lui avec un zèbre.
Apprenant la situation, Greg appelle Cynthia pour prétexter l'arrestation de Gérard pour cause d'ivresse sur la voie publique, et doit se rendre chez les Martin avec ses associés pour récupérer l'alliance de Gérard dans sa chambre. Mais ils ne seront pas les seuls visiteurs nocturnes de la propriété, puisque le voisin Maurice (Philippe Duquesne), venu nourrir le chien de Flo, vient se masturber en pensant à Marlène, dont il est amoureux. Les trois associés prennent la route pour Cannes, mais découvrent la maladie handicapante de Mehdi : la narcolepsie. Peu avant d'arriver sur Cannes, les associés repèrent un zèbre dans un cirque itinérant et s'arrêtent pour le prendre en photo avec Greg pour couvrir son alibi. Mais ça ne se passe pas comme prévu, le zèbre s'enfuit, et ils décident de le remplacer pas un âne qu'ils font passer pour un zèbre en le peignant en blanc avec des rayures noires (comme un zèbre) et cachent leur forfait.
Le lendemain, Flo se met à suivre Gérard dans l'hôtel où il revient dans sa chambre récupérer ses affaires. L'alibi mis en place par Augustin marche, car Flo croit qu'il est venu récupérer un cadeau qu'il compte offrir pour Marlène et Gérard doit faire la route des vins avec Marlène, tandis que Greg doit s'occuper de Cynthia en se faisant passer pour un producteur de musique, mais il doit se faire passer pour un ami de La Fouine qui se trouve au même endroit, ce que le rappeur n'apprécie pas, évidemment. Mais le plan ne se passe pas comme prévu, Flo ne suit pas ses parents préférant passer sa journée sur la plage, et Greg envoie Augustin surveiller les parents, tandis que Mehdi suivra Flo. Pour ne rien arranger, Marlène invite Gérard à abandonner d'un coup de tête la route des vins pour des moments de folies. Tous deux profitent pleinement de ce moment où ils retrouvent leur jeunesse et retrouvent leur amour. Pendant ce temps, Flo sur la plage apprend un tremblement de terre en Tanzanie et appelle Greg. Celui-ci qui s'est mis en scène avec un africain la rassure. Mais peu de temps après, elle reconnait l'africain qui arrive sur la plage et se met à douter de lui. Mehdi, qui surveille Flo sur un matelas gonflable flottant dans l'eau est victime d'une crise de narcolepsie et dérive en pleine mer. En fin de journée, Augustin, ayant perdu Gérard et Marlène, est invité à une soirée où il est drogué. Le soir, Gérard et Marlène, très amoureux, s'apprêtent à coucher ensemble à l'hôtel, mais y découvrent Flo contrariée prenant un bain.
Pendant ce temps, Greg et Cynthia tombent en panne (le véhicule ayant percuté la nuit précédente par une crise narcoleptique de Mehdi) et sont secourus par Marco Garcia (Medi Sadoun), gitan faisant partie d'un cirque itinérant. Celui-ci avec ses amis sont à la recherche de leur zèbre (que Greg et ses amis ont laissé échapper) et attendent la fin de l'encodage de la vidéosurveillance. Cela n'arrange pas Greg qui est forcé de rester pour regarder le film, tandis que Cynthia s'éloigne discrètement. Lorsque le film est prêt, Greg, identifié par les gitans, tente de s'enfuir. Mais Cynthia l'a précédé et vole une voiture tractant une caravane, et Greg réussit à monter dans la caravane. Mais un gitan se trouvant dedans, surpris de le voir, l'affronte dans un combat avec des néons colorés. Cynthia passe sous un portique trop bas dans lequel s'encastre la caravane, à proximité du restaurant où dînent les Martin. Au cours de la nuit, Mehdi, retrouvé par des migrants, regagne la plage de Cannes où il est arrêté avec eux par la police.
Le lendemain, Mehdi en maillot de bain sort du commissariat et retrouve Augustin déguisé en Thor. Tous deux ayant passé une mauvaise nuit sympathisent et retournent à l'hôtel se reposer. Pendant ce temps, Greg se réveille à l'hôpital entouré des Martin, Flo voulant des explications sur sa présence à Cannes. Greg lui dit qu'il avait décidé de quitter la Tanzanie pour la retrouver et le tampon sur son passeport prouve qu'il s'est bien rendu en Tanzanie. Gérard remercie secrètement Greg pour son travail et n'a plus besoin de ses services, ayant décidé de quitter Cynthia. Cette dernière se rend dans la chambre d'hôtel de Greg en voulant le retrouver pour s'excuser, ayant récupéré le badge de sa chambre. Mais elle découvre ses deux associés se reposant sur la terrasse au téléphone avec Greg qui les remercie pour le tampon sur le passeport, ainsi que l'ordinateur montrant le dossier de l'alibi de Gérard.
Alors que Greg remet en question l'infidélité qu'exerce l'entreprise au point de refuser d'aider un nouveau client qui s'avère être François Hollande, il apprend que Cynthia a volé son ordinateur, Greg s'enfuit de l'hôpital pour essayer de l'intercepter avant qu'elle n'arrive à l'aéroport en volant une voiture avec un chat méchant à bord. Mais il est pourchassé par Marco Garcia venu chercher le gitan de la caravane à l'hôpital qui vole une voiture de sport. Durant la course-poursuite, Greg balance le chat sur Marco, lui provoquant un accident. Indemne sur le moment, Marco est attaqué aux testicules par le chat pendant qu'il récupère. Greg n'arrivera pas à temps à l'aéroport, car il a un accident, s'encastrant dans un véhicule de gendarmerie en voulant éviter le fameux zèbre. À ce moment-là, l'avion de Cynthia décolle tandis que Greg est embarqué.
Ainsi, Cynthia dévoile au grand public la clientèle de la société Alibi.com. De ce fait, les fameux clients connaissent un retour de bâton, comme une longue période d'abstinence pour Gérard de la part de Marlène, la petite-amie de Paul-Édouard qui lui blesse ses testicules avec une tapette à souris, un enfant dont Greg a inventé un alibi pour faire l'école buissonnière est envoyé en internat et l'homosexualité d'un Joeystarr fictif est dévoilée. Greg essaie de revoir Flo, mais celle-ci refuse, prétextant l'avoir déjà remplacé dans son cœur. Ainsi, Greg dépose le bilan.
Quelque temps plus tard, accompagnant ses parents dans une promenade romantique. Flo se rend chez un marchand de boissons de coca où passe une chanson des années 1980 et sont mis en évidence deux bouteilles de coca avec les marquages « Flo » et « Greg ». Puis elle voit trois types qui veulent agresser Greg sur un banc pour se venger et l'emmène à l'écart. Flo se met à les suivre. Voyant qu'ils s'apprêtent à le passer à tabac, Flo crie, tandis que Greg, n'ayant rien à perdre, décide d'affronter seul les trois types en reproduisant le coup de pied retourné de Jean-Claude Van Damme dans Bloodsport, le film préféré de Greg et Flo. Il réussit son coup de pied, mais assomme Flo accidentellement. Il s'avère que ceci est un scénario mis en place par la nouvelle société de Greg avec toujours Mehdi et Augustin qui ont pour but de reconstruire les couples, dont Gérard et Marlène ont fait appel pour reconstruire le couple de Flo avec Greg. Alors qu'ils sont heureux de se retrouver, Flo voit passer un bus comportant la publicité pour l'entreprise de Greg avec un des trois voyous, qui sont en réalité des acteurs faisant partie des scénarios et se met à regarder Greg d'un air soupçonneux.

## Fiche technique
- Titre original : Alibi.com
- Réalisation : Philippe Lacheau
- Scénario : Philippe Lacheau, Julien Arruti et Pierre Dudan
- Photographie : Dominique Colin
- Musique : Loïc Van Zon
- Montage : Olivier Michaut-Alchourroun
- Décors : Samuel Teisseire
- Costumes : Eve-Marie Arnault
- Production : Alexandra Fechner
- Production exécutive : Franck Milcent
- Société de production : Fechner Films
- Sociétés de co-production : CN5 Productions, Studiocanal, TF1 Films Production et TF1 Droits Audiovisuels
- Soutien à la production : Canal+, TF1, Ciné+ et TMC
- Société de distribution : Studiocanal (France)
- Pays de production :  France
- Genre : comédie
- Budget : 7 546 570 euros[1]
- Durée : 90 minutes
- Dates de sortie :
  - France : 15 février 2017

## Distribution
- Philippe Lacheau : Grégory « Greg » Van Huffel, directeur d'Alibi.com
- Élodie Fontan : Florence « Flo » Martin, compagne de Greg
- Julien Arruti : Augustin, employé de Greg
- Tarek Boudali : Mehdi, employé débutant de Greg
- Nathalie Baye : Marlène Martin, mère de Flo
- Didier Bourdon : Gérard Martin « Jean-Claude », mari de Marlène, père de Flo
- Nawell Madani : Cynthia Bellini, maîtresse de Gérard, chanteuse
- Medi Sadoun : Marco Garcia
- Vincent Desagnat : Romain
- Alice Dufour : Clara
- Philippe Duquesne : Maurice
- Chantal Ladesou : la vétérinaire
- La Fouine : lui-même
- Michèle Laroque : Françoise
- Kad Merad : Monsieur Godet
- Jo Prestia : Prosper
- Norman Thavaud : Paul-Édouard
- JoeyStarr : MC Stocma
- Christian Bujeau : Jacques
- Valériane de Villeneuve : Madame Godet
- Candide Sanchez : Tony
- François-Xavier Ménage : lui-même (extrait journal LCI)

## Production

### Pré-production
Philippe Lacheau a eu l'idée d'Alibi.com en 2009 après avoir vu un reportage sur des sociétés fournissant des alibis. Il se rappelle : « Elles existent vraiment, ce qui est fou quand on y pense. On t’aide à tromper ton partenaire, à mentir à ton entourage ; c’est tellement immoral et politiquement incorrect. Bref, un sujet de comédie génial. L’activité de ces sociétés touche plein de domaines mais, pour rester dans la légalité, elles ne peuvent pas intervenir dans le monde du travail, traiter avec des mineurs ou fournir de fausses ordonnances. ». En 2008, un film intitulé Alibi et traitant du même sujet est sorti aux Pays-Bas.
Pour le réalisateur, Alibi.com est une comédie classique comprenant un humour plus moderne, comme pour Babysitting et sa suite : « On retrouve aussi le mélange de générations avec, d’un côté, mes acolytes habituels — Tarek Boudali, Julien Arruti, Vincent Desagnat — et, de l’autre, Nathalie Baye et Didier Bourdon que l’on est hyper fiers d’avoir dans le film ». Contrairement à ses deux premiers films qui étaient tournés en found footage, Alibi.com a été tourné comme un « film normal », comprenant 70 décors différents. Par ailleurs, Philippe Lacheau a beaucoup coupé puisque le premier montage faisait deux heures et six minutes. C'est le premier film que l'acteur réalise seul, les deux Babysitting ayant été co-réalisés avec Nicolas Benamou. Pour ce premier essai en solo, le jeune cinéaste a pu compter sur l'aide de David Diane qui était premier assistant sur les films Babysitting. Les cascades automobiles ont quant à elles été réglées par David Julienne (qui avait travaillé sur les co-réalisations précédentes de Philippe Lacheau).

### Attribution des rôles
Les trois héros, Philippe Lacheau (également au scénario et à la réalisation), Julien Arruti et Tarek Boudali, sont des amis de longue date. Il y a une dizaine d'années, ils ont formé la troupe comique La Bande à Fifi et continuent de jouer ensemble au cinéma à ce jour. Tarek Boudali, de son côté, réalise son premier long-métrage intitulé Épouse-moi mon pote, sorti en 2017, dans lequel il met en scène ses deux compères.
Ce sont les producteurs qui ont eu l'idée de prendre Nathalie Baye pour camper le personnage de Marlène, l'épouse rangée de Gérard. Nathalie Baye n'étant pas forcément perçue comme une actrice de comédie, cela crée un décalage comique.
Didier Bourdon est choisi pour le rôle de Gérard. Lacheau envisageait déjà de travailler avec Bourdon en lui proposant le rôle de Marc Schaudel (finalement tenu par Gérard Jugnot) dans Babysitting.
Medi Sadoun joue le rôle de Garcia, un Rom propriétaire d'un cirque. Pour créer ce personnage, le réalisateur a pensé à un mélange entre le boxeur gitan joué par Brad Pitt dans Snatch et la famille Lopez.
Alibi.com comprend par ailleurs de nombreux caméos, tels que Kad Merad, JoeyStarr, Michèle Laroque, Norman Thavaud et La Fouine.
Un acteur joue le rôle, de dos, du président de la République François Hollande, en faisant référence à sa relation extra-conjugale avec Julie Gayet.

### Tournage
Le tournage du film a débuté en avril 2016 et s'est terminé fin juillet. Il a eu lieu à Paris, à Cannes (hôtel Martinez) et dans sa région, et à L'Étang-la-Ville.
Au moment du tournage de la scène de combat dans la caravane, Philippe se bat avec un certain Jo Prestia, ex-champion du monde de boxe thaï (ayant notamment joué dans Irréversible). « On s’était entraîné, on devait suivre une chorégraphie mais, à un moment, il y est allé un peu trop fort et je me suis pris le bout du néon sur la tête. J’ai eu mal, mais mal… », raconte le réalisateur.
Le zèbre présent dans le film blessa le frère de Philippe Lacheau, Pierre Lacheau, d'un coup de sabot lorsqu'il tournait le making-of.[pertinence contestée]

### Bande originale
- Total Eclipse of the Heart  : Bonnie Tyler

## Accueil

### Sortie et promotion
La première bande-annonce sort le 12 décembre 2016.
Une avant-première est organisée au Festival international du film de comédie de l'Alpe d'Huez 2017. Une partie des recettes des avant-premières est reversée à l'association humanitaire « Coucou nous voilou », dont la mission est d'améliorer le quotidien des jeunes enfants hospitalisés.

### Accueil critique
Dans l'ensemble, le film reçoit un accueil mitigé de la presse mais un bon accueil du public.
Sur Allociné, il obtient une moyenne de 2.9/5 basée sur 14 critiques presse.
Le site IMDb donne une moyenne de 6,5/10 à partir de 10 000 votes d'utilisateurs ; tandis que le site Rotten Tomatoes donne lui un score de 67 %, mais pour un panel restreint de 6 contributions.

### Box-office
| Pays ou région | Box-office                       | Date d'arrêt du box-office | Nombre de semaines |
| -------------- | -------------------------------- | -------------------------- | ------------------ |
| France         | 3 581 581 entrées                | 13 juin 2017               | 17                 |
| Total mondial  | 4 219 550 entrées 29 370 592 USD | 11 novembre 2018           | 90                 |

Lors des premières séances parisiennes, le film réunit 2 015 spectateurs. Pour son premier jour en France, il recueille 182 009 entrées. En cinq jours, la comédie cumule 870 317 entrées et après une semaine en France, Alibi.com cumule 1 124 383 entrées. C'est un record pour Philippe Lacheau, ses films précédents n'ayant pas atteint le palier du million d'entrées avec la même vitesse,.
Il a rapporté 24 439 407 € en seize semaines à l'affiche, un succès rentable au vu de son budget de 7,5 millions €. À la fin de l'année 2017, le film figure en neuvième position parmi les films ayant rassemblé le plus d'entrées en France.
Diffusé pour la première fois à la télévision le 16 juin 2019 sur TF1, le film a conquis 6 115 000 téléspectateurs, soit 28,9 % du public.

## Distinction
Le film fait partie de la sélection officielle du Festival international du film de comédie de l'Alpe d'Huez 2017, en tant que long métrage hors compétition.

## Analyse